# Pola Kinski
Pour les articles homonymes, voir Nakszynski, Kinski et Pola.
Pola Nakszynski, dite Pola Kinski, née le 23 mars 1952, est une actrice allemande. Elle est la fille de l’acteur Klaus Kinski.

## Biographie
Pola Kinski est la fille de Klaus Kinski et de sa  première femme, la chanteuse Gislinde Kühlbeck. Elle est la demi-sœur de Nastassja Kinski et Nikolai Kinski.
Après le divorce de ses parents en 1955, elle vit avec son père Klaus Kinski. D'après son récit autobiographique, Kindermund (littéralement : « la bouche des enfants »), Pola et sa demi-sœur sont abusées sexuellement par leur père, de cinq ans à dix-neuf ans. La référence à la « bouche » dans le titre de ce récit autobiographique fait d'ailleurs écho à l'autobiographie de son père, Ich bin so wild nach deinem Erdbeermund (litt. « Je suis si fana de ta bouche fraise »). Dans les années 1970, elle étudie le théâtre à la Otto-Falckenberg-Schule de Munich, la Schauspielhaus Bochum, la Deutsches Schauspielhaus de Hambourg puis avec Peter Zadek et le réalisateur Ivan Nagel. Elle épouse le juriste Wolfgang Hoepner, à Ludwigshafen. Ils ont trois enfants : Janina (1978), Valentin (1986) et Nanouk.

## Filmographie

### Cinéma
- 1975 : Sieben Erzählungen aus der Vorgeschichte der Menschheit : Helene
- 1978 : Entre les rails (Zwischengleis) : Anna Eichmayr
- 1980 : Sonntagskinder : Lona
- 1981 : Ohne Rückfahrkarte : Claudia
- 1987 : Komplizinnen : Barbara
- 2007 : Wie werden uns wiederseh'n : Barbara

### Télévision
- 1962 : Sie schreiben mit (Série TV) : Petra Sass
- 1976 : Fehlschuss (Téléfilm) : Marina
- 1977 : Das Ende der Beherrshung (Téléfilm) : Carmen
- 1980 : Der Menschenfeind (Téléfilm) : Cousine Eliante
- 1981 : Don Quichottes Kinder (Téléfilm) : Heidrun
- 1981 : Im Regen nach Amerika (Téléfilm) : Mia Grützner
- 1985 : Un cas pour deux (Ein Fall Für Zwei) (Série TV) : Ellen Schweppe
- 1986 : Wanderungen durch die Mark Brandenburg (Téléfilm) : Johanna
- 2001 : Belle Block (Série TV) : Frau Bartels
- 2004 : Tatort (Série TV) : Erika Schubert

## Publication
- Tu ne diras jamais rien [« Kindermund »], traduction de Peter Hirsch, Paris, Éditions Michel Lafon, 2013, 311 p.  (ISBN 978-2-7499-2086-3)[4]